# Yukarıçaylı, Yenipazar
Yukarıçaylı là một xã thuộc huyện Yenipazar, tỉnh Bilecik, Thổ Nhĩ Kỳ. Dân số thời điểm năm 2011 là 58 người.